# Kolokólovo
Kolokólovo (en rus: Колоколово) és un poble del krai de Perm, a Rússia, que pertany al districte rural de Bolxessosnovski. El 2010 tenia un habitant.